# El fondo del mar
El fondo del mar es una película argentina de 2003, escrita y dirigida por Damián Szifron y protagonizada por Daniel Hendler, Dolores Fonzi y Gustavo Garzón. La película mezcla el drama, el suspenso y la comedia, y contiene elementos del cine negro. La mayor parte de la historia se desarrolla durante una sola noche y gira en torno a Ezequiel (Hendler), un estudiante de arquitectura obsesionado con su novia, Ana (Fonzi), que después de descubrir que lo está engañando con otro hombre (Garzón), decide perseguirlo para averiguar más acerca de su identidad. La trama de El fondo del mar, el primer largometraje como director de Szifron, fue definida por su realizador como «el encuentro de un paranoico con un egocéntrico», refiriéndose a los papeles de Hendler y Garzón.
La cinta fue producida de forma independiente y filmada en dos fases entre 2001 y 2002. Se estrenó en el Festival Internacional de Cine de Mar del Plata en marzo de 2003, con un cálido recibimiento por parte del público y llevándose tres premios, y llegó a los cines argentinos en agosto del mismo año. Además de ser proyectada en festivales internacionales como el de Toulouse, San Sebastián o Miami, la película obtuvo múltiples galardones, incluyendo cuatro reconocimientos en los Premios Clarín —incluyendo mejor película—, el Premio Cóndor de Plata al mejor actor de reparto por la actuación de Garzón, y los premios a mejor actor (Hendler) y mejor ópera prima en la Muestra de Cine Latinoamericano de Lérida.
Parte de la crítica cinematográfica elogió la narración del director, las actuaciones —en especial la de Gustavo Garzón en el rol de Aníbal— y la banda sonora compuesta por Guillermo Guareschi. Algunos elementos relacionados con la trama, personajes o estética de El fondo del mar fueron comparados con los de películas como After Hours de Martin Scorsese o la argentina Nueve reinas. El propio director aseguró ser seguidor del cine de Scorsese y afirmó que la trama de su ópera prima estuvo influenciada por filmes como Eyes Wide Shut de Stanley Kubrick y El infierno de Claude Chabrol.

## Argumento
Ezequiel es un estudiante de arquitectura y aficionado al buceo. Después de reiterados intentos por teléfono para contactar a su novia, Ana, finalmente lo logra y ella le comunica que esa noche tiene una «reunión de trabajo» en el Hotel Panamericano Buenos Aires y que no se puede ir en pareja. Este hecho molesta a Ezequiel, que más tarde vuelve a llamar a Ana desde la Biblioteca Nacional y le comunica que esa noche no volverá al departamento donde viven juntos, sino a la casa de sus padres. Mientras Ana se ve desinteresada por la relación que llevan, Ezequiel está obsesionado y pendiente de ella al punto de que deja en segundo plano el resto de sus intereses, incluyendo la arquitectura. Esa tarde, en vez de ir a la casa de sus padres, Ezequiel se dirige al departamento para ver un rato a Ana, pero la encuentra nerviosa y sorprendida de verlo. Él insiste con saber que le sucede pero no obtiene una respuesta convincente, le pide que lo acompañe en la cama de la habitación pero ella se muestra aún más nerviosa.
Con la excusa de ir a buscar el té, Ana se retira a la cocina mientras que Ezequiel se queda sentado en la cama. Mientras observa el piso nota que hay ropa tirada, incluso un zapato que no le pertenece. En ese mismo instante, la mano de un extraño se desliza desde abajo de la cama y toma el zapato, apartándolo lentamente de la vista —sin advertir que Ezequiel lo esta viendo todo—. Paralizado, Ezequiel le dice a Ana que se va a los de sus padres temprano para evitar el tráfico. Una vez afuera del edificio, Ezequiel espera a la salida y un rato más tarde logra ver al hombre que se escondía debajo de la cama de su departamento, reconociéndolo por sus zapatos. El hombre es Aníbal, el terapeuta de Ana, un veterano serio y seguro de sí mismo. Los celos y la paranoia de Ezequiel aumentan aún más y, desconociendo la identidad del hombre, comienza a seguirlo en su automóvil para averiguar quién es.
Después de perseguirlo durante la noche, Ezequiel intenta indagar más en Aníbal, primero causando un pequeño incendio en la parte trasera del auto de éste, y luego provocando un choque. Aníbal descubre rápidamente quién es Ezequiel, lo golpea y después llama a la policía, pero Ezequiel logra escapar del lugar. Posteriormente, se dirige al hotel donde se está llevando a cabo la fiesta de la empresa donde trabaja Ana y, tratando de pasar inadvertido, la observa. Una amiga de ella se cruza con él y le avisa a Ana que su novio está en el hotel. Ana lo busca pero él trata de evitarla. En ese momento llega Aníbal con la policía. Los oficiales lo detienen pero al poco rato lo liberan al darse cuenta de que no representa un peligro. Aníbal insiste, recordándole al oficial los daños que el joven le causó a su automóvil. Sin embargo, termina retirando la denuncia.
Esa misma noche, ya en el departamento, Ana le explica la situación a Ezequiel, contándole que ese día no se había sentido con ganas de asistir a la sesión, pero Aníbal, el terapeuta, había insistido en llevarla a cabo en el departamento de ella. Ana confesó que se sintió atraída por él en ese momento, debido a la mala situación en que se encontraba su noviazgo, y que se dejó llevar por la situación. Ana le asegura que no va a volver a ver a Aníbal, pero al mismo tiempo, termina su relación con Ezequiel. Algunas horas más tarde, Ezequiel asiste al club de buceo con la intención de probar el equipo, pero sufre un accidente en la piscina y se fractura un brazo.
Durante su recuperación —ya soltero— vuelve a dedicarse con más entusiasmo a sus estudios de arquitectura y presenta un ambicioso proyecto en la universidad. Más tarde, viaja a Puerto Madryn con sus compañeros e instructores de buceo. En el lugar, recibe una llamada de Ana que quiere saber cómo se encuentra, al mismo tiempo que tiene una conversación pasajera pero simpática con una chica que se encontraba ahí. Finalmente, se adentra en el mar.

## Reparto
- Daniel Hendler como Ezequiel Toledo.
- Dolores Fonzi como Ana Martinsen.
- Gustavo Garzón como Aníbal.
- José Palomino Cortez como Máximo.
- Daniel Valenzuela como Valenzuela.
- Ignacio Mendi como Rolandelli.
- Ramiro Agüero como Altclas.
- Rafael Filipelli como Filipelli.
- Diego Peretti como Ñaca 1.
- Alejandro Fiore como Ñaca 2.
- Humberto Serrano como Lichmann.
- Jorge D'Elía como Indij.
- Manuel Vicente como detective.
- Claudio Rissi como taxista.
- Ximena Latorre como Paula.
- Marita Ballesteros como madre de Ana (voz).
- Pasta Dioguardi como encargado del bar

## Producción
Damián Szifron trabajó en la idea de la película bastante tiempo antes de concebir su exitosa serie Los simuladores. En 2001 recibió una llamada del dueño de la productora Metrovision, quien había visto un episodio piloto con Rodrigo de la Serna filmado por Szifron y quería que dirigiera un largometraje protagonizado por Diego Torres; «ahí empecé a escribir El fondo del mar, basado en mis propias experiencias y fantasías como novio celoso», dijo Szifron. La filmación de El fondo del mar empezó a principios de agosto de 2001 en locaciones de Buenos Aires y Gran Buenos Aires. El rodaje se detuvo en noviembre de 2002 cuando la cadena Telefe confirmó la producción de otros trece episodios de Los simuladores. Una vez filmados los episodios de la serie, Szifron continuó con el rodaje de su primer largometraje. Estaba previsto que las últimas escenas de la película iban a ser realizadas en la playa de Punta Pardelas (Chubut), pero un fuerte temporal impidió el trabajo del equipo de producción que tuvo que terminar las escenas en Playa Villarino (Puerto Pirámides). La producción también tuvo lugar en la ciudad de Puerto Madryn (Chubut). Debido al presupuesto disponible, el filme se rodó en formato Súper-16 milímetros, el director explicó: «La película virgen es cara y yo filmo mucho, muchas tomas». La producción, que contó con un presupuesto de alrededor de 200 000 dólares, se realizó de forma independiente mediante la productora Aeroplano de Sebastián Aloi.
Además de ser la ópera prima de Szifron, El fondo del mar fue el debut en el cine del productor Sebastián Aloi, el director de fotografía Lucio Bonelli y el compositor Guillermo Guareschi. El director le pidió a Bonelli una iluminación «a la europea» con «tonos tenues y apastelados» —acompañando al personaje de Hendler, un estudiante de arquitectura— para el inicio y el final, y otro tipo de iluminación «a la americana» para la parte central del filme: «con mucha noche, neón y reflejos». Szifron afirmó: «La idea básica era que con la entrada del personaje de Garzón, en la película entraba el cine de Hollywood, tanto en términos narrativos como de puesta en escena».
El director, de 27 años de edad al momento de la producción, mencionó que en gran medida se identificaba con el personaje que interpreta Daniel Hendler y también, en menor medida, con el de Dolores Fonzi. «Me basé en la observación genuina y honesta de lo que yo mismo estaba viviendo», declaró el cineasta con respecto a la escritura del personaje de Toledo —el rol de Hendler—. Szifron, seguidor del cine de acción de Martin Scorsese, notó que la temática de «celos o angustias» de su película no guardaba relación con el tipo de cine que le gustaba ver, aun así decidió «hacer una película que tocase ese tema, pero con un abordaje de cine de acción». Las tramas de cintas como Eyes Wide Shut de Stanley Kubrick y El infierno de Claude Chabrol «donde el enemigo es siempre interno y no hay un villano reconocible ni polos opuestos» sirvieron de influencia a Szifron. El director definió la película como «el encuentro de un paranoico con un egocéntrico», refiriéndose a los papeles de Hendler y Garzón.

## Estreno
El fondo del mar se estrenó el 11 de marzo de 2003 en el Festival Internacional de Cine de Mar del Plata, donde compitió en la selección oficial y fue recibida con aplausos. El 28 de agosto del mismo año llegó a las salas de cine argentinas. El filme fue visto por cien mil espectadores en Argentina y, según el sitio Box Office Mojo, recaudó 220 704 dólares. Asimismo, se proyectó en festivales como el Festival de Cine Latinoamericano de Toulouse, la Muestra de Cine Latinoamericano de Lérida y el Festival Internacional de Cine de San Sebastián, entre otros. En agosto de 2005 la película fue editada en DVD, incluyendo escenas eliminadas, tráiler y comentarios del crítico de cine Diego Lerer.

## Recepción

### Crítica
En una de las primeras reseñas después de su presentación en Mar del Plata, el crítico Gustavo Castagna escribió: «Cercana a la estética de Nueve reinas de Fabián Bielinsky, El fondo del mar demuestra que un cine hecho con placer y rigor formal todavía es posible». El día de su estreno en los cines, el Luciano Monteagudo de Página/12 publicó una reseña elogiando la película, calificando de «excelente» la narración de Szifron, aprobando el guion «pleno de detalles, sutilezas y sobreentendidos» y el casting, del cual comentó: «Es como si en la elección de sus actores, en la sensibilidad opaca de Hendler, en la misteriosa, ambigua fragilidad de Fonzi, en la prepotencia que transmite Garzón apenas con su mirada, ya estuviera ganada la mitad de la película». Monteagudo concluyó su reseña diciendo que «El fondo del mar no sólo es una película increíblemente sólida, sino que permite confirmar el futuro del cineasta». Escribiendo para el diario Clarín, Pablo O. Scholz se refirió a la cinta como el «gran debut de Damián Szifron», elogió la narración del director, las actuaciones de Fonzi y Garzón, y afirmó que El fondo del mar «es lo mejor del cine argentino» de ese año. En su reseña para La Nación, Diego Batlle la catalogó como «muy buena» y también elogió el estilo narrativo del director, comparándolo con el de autores de cine clásico pero al mismo tiempo comentando que «se trata de una película muy argentina (muy porteña), que sintoniza sin subrayados ni declamaciones con el progresivo grado de descomposición social, las pequeñas estafas, la violencia contenida, el sentimiento de culpa, la cobardía y los comportamientos autoritarios que definen el estado de las cosas actual, un poco en la línea que Fabián Bielinsky descubrió con Nueve reinas». Batlle también recibió positivamente todas las actuaciones y en particular el trabajo de Garzón.
Deborah Young de la revista estadounidense Variety resaltó la actuación de Garzón como «el desagradable Aníbal» y el trabajo del compositor Guillermo Guareschi junto al montaje de Nicolás Goldbart, que según la crítica «crea una atmósfera de tensión exagerada, incluso cuando parece que no sucede nada». Ryan Vu de la revista en línea PopMatters también destacó la música de Guareschi, diciendo que la «muy tensa banda sonora crea un ambiente que recuerda al cine negro clásico». Aunque mencionó que el argumento se conduce mediante una narrativa ya conocida, afirmó que «de todas formas, aporta una premisa decente para un número de secuencias bien armadas que equilibran el humor y el suspense». El crítico británico Neil Young dijo que el director «hace que una premisa muy vieja parezca fresca, graciosa y sorprendente», pero opinó que hacia el final la película se extendió más de lo debido y perdió el rumbo. Sheila Johnston del sitio web Screen Daily escribió que «El fondo del mar se mueve en direcciones impredecibles que se resisten a definiciones de género». Algunos medios compararon la cinta con la comedia negra After Hours de Martin Scorsese.
Posteriormente, en 2015, Roger Koza del diario La Voz del Interior comparó El fondo del mar con Relatos salvajes, del mismo director, y observó: «Desde su primera película, Szifron demostró un interés obsesivo por el encuadre. En El fondo del mar no se alcanzan los niveles de ampulosidad de Relatos salvajes, de tal modo que ciertas decisiones se sostienen en una elegancia ostensible».

### Premios
| Organización                                    | Categoría                                    | Ganadores y nominados                                   | Resultado | Ref(s)        |
| ----------------------------------------------- | -------------------------------------------- | ------------------------------------------------------- | --------- | ------------- |
| Premios Cóndor de Plata                         | Mejor película                               | Mejor película                                          | Nominada  | [ 37 ] [ 14 ] |
| Premios Cóndor de Plata                         | Mejor ópera prima                            | Damián Szifron                                          | Nominado  | [ 37 ] [ 14 ] |
| Premios Cóndor de Plata                         | Mejor director                               | Damián Szifron                                          | Nominado  | [ 37 ] [ 14 ] |
| Premios Cóndor de Plata                         | Mejor guion original                         | Damián Szifron                                          | Nominado  | [ 37 ] [ 14 ] |
| Premios Cóndor de Plata                         | Mejor actor                                  | Daniel Hendler                                          | Nominado  | [ 37 ] [ 14 ] |
| Premios Cóndor de Plata                         | Mejor actor de reparto                       | Gustavo Garzón                                          | Ganador   | [ 37 ] [ 14 ] |
| Premios Cóndor de Plata                         | Mejor actriz de reparto                      | Dolores Fonzi                                           | Nominada  | [ 37 ] [ 14 ] |
| Premios Cóndor de Plata                         | Mejor fotografía                             | Lucio Bonelli                                           | Nominado  | [ 37 ] [ 14 ] |
| Premios Cóndor de Plata                         | Mejor sonido                                 | Marcos de Aguirre, Jessica Suárez y Fernando Soldevilla | Nominados | [ 37 ] [ 14 ] |
| Premios Cóndor de Plata                         | Mejor dirección de arte                      | Mariela Rípodas y Lucía Espiro                          | Nominadas | [ 37 ] [ 14 ] |
| Festival Internacional de Cine de Mar del Plata | Mejor película                               | Damián Szifron                                          | Nominado  | [ 10 ]        |
| Festival Internacional de Cine de Mar del Plata | Mejor película iberoamericana                | Damián Szifron                                          | Ganador   | [ 10 ]        |
| Festival Internacional de Cine de Mar del Plata | Mejor película latinoamericana               | Damián Szifron                                          | Ganador   | [ 10 ]        |
| Festival Internacional de Cine de Mar del Plata | Premio del público                           | Damián Szifron                                          | Ganador   | [ 10 ]        |
| Premios Clarín                                  | Mejor película                               | Mejor película                                          | Ganadora  | [ 38 ] [ 13 ] |
| Premios Clarín                                  | Mejor actor de cine                          | Gustavo Garzón                                          | Ganador   | [ 38 ] [ 13 ] |
| Premios Clarín                                  | Mejor director de cine                       | Damián Szifron                                          | Ganador   | [ 38 ] [ 13 ] |
| Premios Clarín                                  | Mejor guion de cine                          | Damián Szifron                                          | Ganador   | [ 38 ] [ 13 ] |
| Festival Internacional de Cine de Miami         | Premio del jurado (Cine iberoamericano)      | Damián Szifron                                          | Nominado  | [ 39 ]        |
| Festival Internacional de Cine de San Sebastián | Premio horizontes (Mención especial)         | Damián Szifron                                          | Ganador   | [ 40 ] [ 41 ] |
| Muestra de Cine Latinoamericano de Lérida       | Mejor actor                                  | Daniel Hendler                                          | Ganador   | [ 15 ]        |
| Muestra de Cine Latinoamericano de Lérida       | Mejor ópera prima                            | Damián Szifron                                          | Ganador   | [ 15 ]        |
| Festival de Cine Latinoamericano de Toulouse    | Premio descubrimiento de la crítica francesa | Damián Szifron                                          | Ganador   | [ 42 ]        |